# Поломошное (Поспелихинский район)
Поломошное — село в Поспелихинском районе Алтайского края России. Входит в состав Красноярского сельсовета.

## История
Основано Прокопием Поломошновым в 1857 году. В 1904 году население составляло 618 человек, насчитывалось 92 хозяйства. На территории поселения работали хлебозапасной магазин, торговая лавка, две водные колесные мельницы, домашняя школа грамотности. В 1926 году село Поломошное Первое состояло из 247 хозяйств, основное население — русские. В 1926 году в административном отношении являлось центром Поломошного Первого сельсовета Поспелихинского района Рубцовского округа Сибирского края.

## Население
| 1926 | 1997 | 1998 | 1999 | 2000 | 2001 | 2002 | 2003 | 2004 | 2005 |
| ---- | ---- | ---- | ---- | ---- | ---- | ---- | ---- | ---- | ---- |
| 3575 | ↘187 | ↘177 | ↗191 | ↗197 | ↘173 | ↘162 | ↗169 | ↗176 | ↘162 |
| 2006 | 2007 | 2008 | 2009 | 2010 | 2011 | 2012 | 2013 | 2014 |      |
| →162 | →162 | →162 | ↗165 | ↘144 | ↘143 | ↘134 | ↘129 | →129 |      |

### Национальный состав
Согласно результатам переписи 2002 года, в национальной структуре населения русские составляли 96 %.